# John Bates (Modedesigner)

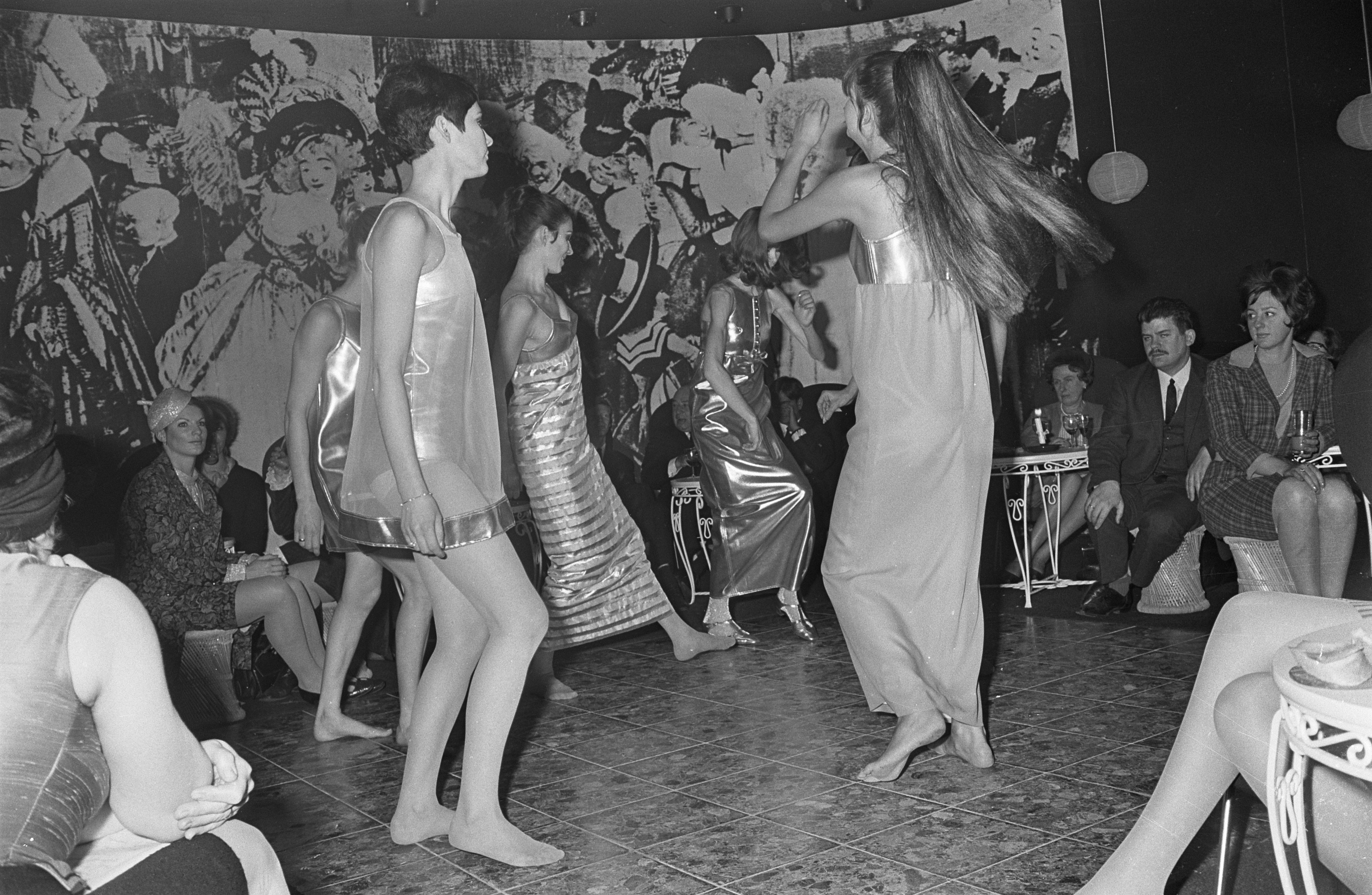
Designs von John Bates in Amsterdam (1967)

John Bates (* 13. Dezember 1938 in Ponteland, Northumberland; † 5. Juni 2022) war ein britischer Modedesigner. Er war einer der maßgeblichen Modedesigner des Youthquake im London der 1960er Jahre. Ob er, Mary Quant oder Courrèges als Erfinder bzw. Erfinderin des Minirocks zu gelten hat, ist umstritten.

## Leben
Bates wurde 1938 in eine Familie von Bergarbeitern in Northumberland im Norden Englands geboren, zeigte aber wenig Neigung, wie sein Vater und seine Brüder eine Arbeit unter Tage zu suchen.
Nach seinem Wehrdienst, wo er durch einen Freund in Kontakt mit dem Couturier Herbert Sidon gekommen war, machte Bates ab 1957 in dessen Modehaus in der Sloane Street in London eine Ausbildung als Designer unter Gerard Pipart. Als freier Zeichner fertigte er in dieser Zeit auch Modeskizzen für die Designerin Belinda Bellville. 1959 machte er sich selbständig und verkaufte fortan seine Entwürfe unter dem Namen Jean Varon.
Bates’ modernistische Designs – so stellte er bereits 1962 Kleider aus Plastik vor – erregten bald Aufmerksamkeit. Marit Allen, ab 1961 Journalistin bei dem Magazin Queen und ab 1964 Moderedakteurin bei der britischen Vogue, förderte ihn nicht nur publizistisch, sondern trug auch seine Kreationen. Einige seiner Arbeiten aus dieser Zeit sollten eine erhebliche Breitenwirkung entfalten, insofern er nämlich einige der Outfits entwarf, die von Diana Rigg in ihrer Rolle als Emma Peel in der britischen Fernsehserie „The Avengers“ (deutscher Titel: „Mit Schirm, Charme und Melone“) getragen wurden, darunter einen schwarzweißen Op-Art-Mini-Mantel, einen schwarzen Lederdress sowie diverse Accessoires. Er war nicht nur der oder einer der Erfinder des Minirocks, er war auch in anderer Hinsicht Vorreiter. So propagierte er den Verzicht auf BHs und zeigte als Erster taillenfreie Kleider.
Ab 1970 begann er seinen eigenen Namen als Label zu verwenden und arbeitete für Damen der Royals, darunter die Prinzessinnen Margaret und Alexandra, für Filmstars und Schauspielerinnen, darunter Maggie Smith, Siân Phillips und Julie Christie und für die Sängerinnen Cleo Laine und Dusty Springfield.
1980 musste er aufgrund finanzieller Schwierigkeiten sein Modehaus schließen. 1989 zog er nach Wales. Ab 2002 lebte er dort mit seinem Partner John Siggins zusammen. Er arbeitete gelegentlich als selbständiger Designer; außerdem zeichnete und malte er. 2006 zeigte das Fashion Museum in Bath eine Retrospektive seiner Arbeiten.